# Menidia clarkhubbsi
Menidia clarkhubbsi is een straalvinnige vissensoort uit de familie van koornaarvissen (Atherinidae). De wetenschappelijke naam van de soort is voor het eerst geldig gepubliceerd in 1982 door Echelle & Mosier.